# Rosemarie Niedergesäss
Rosemarie Niedergesäss (* 22. September 1926 in Berlin) ist eine ehemalige deutsche Politikerin (FDP).

## Leben
Rosemarie Niedergesäss besuchte eine Volks- und Hauswirtschaftsschule und absolvierte eine Ausbildung zur Einzelhandelskauffrau. 1945 arbeitete sie als Kaufmannsgehilfin und Verkäuferin. 1969 erfolgte der Eintritt in die Verwaltung. Nach einem Besuch der Verwaltungsschule wurde sie Verwaltungsangestellte in der Abteilung Bauwesen beim Bezirksamt Berlin-Wilmersdorf.
Rosemarie Niedergesäss ist seit 1966 Mitglied der FDP und war von 1976 bis 1979 Mitglied des Abgeordnetenhauses von Berlin. Sie trat über die Bezirksliste Neukölln durch die Wiederholungswahl im Bezirk Zehlendorf am 25. Januar 1976 in das Abgeordnetenhaus ein.